# Kuno Ulshöfer
Kuno Ulshöfer (* 30. November 1935 in Bad Mergentheim) ist ein deutscher Historiker und Archivar.

## Leben und Wirken
Kuno Ulshöfer von 1955 bis 1961 studierte an den Universitäten Würzburg und Tübingen Germanistik, Geschichte, Geschichtliche Landeskunde und Politikwissenschaft, außerdem auch Vorklinische Medizin. Nach seinem ersten Staatsexamen für den höheren Schuldienst promovierte er im Jahre 1962 an der Eberhard Karls Universität Tübingen bei Hansmartin Decker-Hauff mit einer Dissertation zur Geschichte des Prämonstratenserinnenklosters Schäftersheim. Nach kurzer Tätigkeit als wissenschaftlicher Assistent am Institut für Geschichte der Medizin der Universität Tübingen trat er als Archivreferendar am Hauptstaatsarchiv Stuttgart in die Ausbildung für den höheren Archivdienst ein und legte die Fachprüfung hierfür 1965 an der Archivschule Marburg/L. ab. Von 1965 bis 1984 war er dann als wissenschaftlicher Archivar und Leiter am Stadtarchiv Schwäbisch Hall tätig, seit 1974 mit der dienstlichen Bezeichnung "Städtischer Archivdirektor". Außerdem hatte er einen Lehrauftrag für Geschichte an der Pädagogischen Hochschule Schwäbisch Gmünd inne.
Ulshöfer veröffentlichte zahlreiche Arbeiten vor allem zur Geschichte von Schwäbisch Hall.

## Veröffentlichungen (Auswahl)
- Die Geschichte des Klosters Schäftersheim. J. Thomm'sche Buchdruckerei, Bad Mergentheim 1962 (= Dissertation Universität Tübingen).
- Bilder einer alten Stadt: Schwäbisch Hall. Eppinger, Schwäbisch Hall 1971.
- Bad Mergentheim. Banholzer, Rottweil 1971.
- (mit Hans-Martin Maurer): Johannes Brenz und die Reformation in Württemberg (= Forschungen aus Württembergisch-Franken, Bd. 9). Theiss, Stuttgart 1974, ISBN 3-8062-0122-6.
- Bilder aus Hall. Eine alte Stadt im Kaiserreich (= Forschungen aus Württembergisch-Franken, Bd. 12). Schwend, Schwäbisch Hall 1976.
- (Hrsg.): Hall und das Salz. Beiträge zur Hällischen Stadt- und Salinengeschichte (= Forschungen aus Württembergisch-Franken, Bd. 22). 2. Aufl. Thorbecke, Sigmaringen 1982, ISBN 3-7995-7621-5.
- Menschen im Spital. Eine Analyse des Haller Hospitalkirchenbuchs 1703–1752. In: Zeitschrift für württembergische Landesgeschichte, Bd. 41 (1982), S. 104–130.
- Die Fränkische Reichsstadt Schwäbisch Hall. In: Wolfgang Buhl (Hrsg.): Fränkische Reichsstädte. Echter, Würzburg 1987, S. 245–268, ISBN 3-429-01098-5.
- (Hrsg.): Gerhard Hirschmann / Aus sieben Jahrhunderten Nürnberger Stadtgeschichte. Ausgewählte Aufsätze (= Nürnberger Forschungen, Bd. 25). Selbstverl. d. Vereins für Geschichte d. Stadt Nürnberg, Nürnberg 1988, ISBN 3-87191-127-5.
- (Hrsg.): Gerd Wunder / Bürger, Bauer, Edelmann. Ausgewählte Aufsätze zur Sozialgeschichte. 2. Aufl. (= Forschungen aus Württembergisch-Franken, Bd. 25). Thorbecke, Sigmaringen 1991, ISBN 3-7995-7624-X.
- Zum Bestattungswesen der Reichsstadt Hall. Mit einer Gebührenordnung aus der Zeit um 1520. In: Wolfgang Schmierer (Hrsg.): Aus südwestdeutscher Geschichte. Festschrift für Hans-Martin Maurer. Kohlhammer, Stuttgart 1994, S. 325–341, ISBN 3-17-013158-3.
- »Ein Haus für Arme und Kranke ...« Kurze Geschichte des Hospitals zum Heiligen Geist in Schwäbisch Hall (= Schriften des Vereins Alt-Hall, Bd. 14). Verein Alt-Hall, Schwäbisch Hall 1995, ISBN 3-9804886-1-6.
- Regesten der Urkunden des Hospitals zum Heiligen Geist in der Reichsstadt Hall bis 1480 (= Forschungen aus Württembergisch-Franken, Bd. 24). Thorbecke, Sigmaringen 1998, ISBN 3-7995-7623-1.
- Fische fangen und Vogelstellen, verdirbt so manchen Junggesellen. Ein Fall von Konfiskation unsittlicher Bilderbogen 1855 in Nürnberg. In: Karl Borchardt (Hrsg.): Städte, Regionen, Vergangenheiten. Beiträge für Ludwig Schnurrer zum 75. Geburtstag (= Quellen und Forschungen zur Geschichte des Bistums und des Hochstifts Würzburg, Bd. 59). Schöningh, Würzburg 2003, S. 437–455, ISBN 3-87717-065-X.
- Johannes Seyboth (1593–1661). Rektor des Gymnasiums in Rothenburg o.T., Enzyklopädist und Lexikograph. epubli, Schwäbisch Hall 2016, ISBN 3-7418-3417-3.

Außerdem zahlreiche weitere Aufsätze, vor allem in der Zeitschrift „Württembergisch Franken“.